# Zdechovice, Hradec Králové
Zdechovice là một làng thuộc huyện Hradec Králové, vùng Královéhradecký, Cộng hòa Séc.